# Carlo Albini
Carlo Albini (Brescia, 22 marzo 1914 – Rho, 18 novembre 1976) è stato un calciatore italiano, di ruolo terzino.

## Carriera
Ha giocato con il Brescia per 14 anni consecutivi, facendo in molte occasioni da capitano.
Ha esordito in Serie A il 13 ottobre 1935 in Alessandria-Brescia (5-0), totalizzando 327 presenze e risultando terzo nella graduatoria degli alfieri del Brescia di tutti i tempi, dietro a Stefano Bonometti con 421 presenze ed a Egidio Salvi con 397.

## Statistiche

### Presenze e reti nei club
| Stagione        | Squadra         | Campionato      | Campionato | Campionato | Totale   | Totale |
| Stagione        | Squadra         | Campionato      | Presenze   | Reti       | Presenze | Reti   |
| --------------- | --------------- | --------------- | ---------- | ---------- | -------- | ------ |
| 1935-1936       | Brescia         | A               | 1          | 0          | 1        | 0      |
| 1936-1937       | Brescia         | B               | 20         | 1          | 20       | 1      |
| 1937-1938       | Brescia         | B               | 30         | 1          | 30       | 1      |
| 1938-1939       | Brescia         | C               | 27         | 10         | 27       | 10     |
| 1939-1940       | Brescia         | B               | 34         | 0          | 34       | 0      |
| 1940-1941       | Brescia         | B               | 30         | 3          | 30       | 3      |
| 1941-1942       | Brescia         | B               | 33         | 0          | 33       | 0      |
| 1942-1943       | Brescia         | B               | 24         | 4          | 24       | 4      |
| 1944            | Brescia         | CAI             | 14         | 0          | 14       | 0      |
| 1945-1946       | Brescia         | A               | 26         | 0          | 26       | 0      |
| 1946-1947       | Brescia         | A               | 19         | 0          | 19       | 0      |
| 1947-1948       | Brescia         | B               | 31         | 0          | 31       | 0      |
| 1948-1949       | Brescia         | B               | 38         | 1          | 38       | 1      |
| Totale Brescia  | Totale Brescia  | Totale Brescia  | 327        | 20         | 327      | 20     |
| 1949-50         | Carbosarda      | C               | 40         | 5          | 40       | 5      |
| Totale carriera | Totale carriera | Totale carriera | 367        | 25         | 367      | 25     |